# MicroBank
MicroBank (Nuevo Micro Bank, S.A.U) es un banco español participado al 100% por CaixaBank dedicado a la concesión de microcréditos a empresarios, emprendedores y familias. Es el único banco en España especializado en microfinanzas y líder del sector en Europa. Mantiene acuerdos con el Fondo Europeo de Inversiones (FEI), con el cual colabora en la concesión de 200 millones de euros en microcréditos en 2012 y 2013.
Los orígenes de MicroBank se remontan a otra antigua entidad del mismo nombre llamada MicroBank de "la Caixa" S.A., la cual usaba la ficha bancaria de Banco de Europa, S.A. (código de entidad 0133), propiedad de Carlos Ferrer Salat, que "la Caixa" compró en 1994.
En 2011, el antiguo MicroBank cedió su negocio y su ficha bancaria cuando se integró en Criteria CaixaCorp. Tras la absorción de MicroBank de "la Caixa", S.A. por parte de Criteria y por tanto, la transformación de ésta en un banco, Criteria cambió su nombre por el de CaixaBank, S.A., adquiriendo el rol de gestionar el negocio de banca minorista que venía llevando a cabo "la Caixa".
Extinguido así MicroBank de "la Caixa", S.A., el grupo decidió la creación de una nueva empresa, participada al 100% por CaixaBank y que recogería el testigo de la actividad que venía realizando el antiguo MicroBank, al cual se denominó Nuevo Micro Bank S.A.U.

## Historia

### De Banco de Europa a MicroBank de "la Caixa"
Los orígenes de MicroBank se remontan a otra antigua entidad del mismo nombre llamada MicroBank de "la Caixa" S.A., la cual usaba la ficha bancaria de Banco de Europa, S.A. (código de entidad 0133), propiedad de Carlos Ferrer Salat, que "la Caixa" compró en 1994.

### Integración de MicroBank en Criteria CaixaCorp y nacimiento de CaixaBank
El 28 de enero de 2011, "la Caixa", queriendo reestructurar todo el grupo llevó a cabo la integración de Microbank de "la Caixa" en Criteria CaixaCorp, que hasta ese momento era un holding de inversión industrial, quedándose con su ficha bancaria y transformando a Criteria CaixaCorp en un banco. Una vez finalizada esta transformación, se decidió cambiar el nombre de la entidad por el de CaixaBank, S.A. y se suspendió su cotización en bolsa temporalmente. CaixaBank, a través de la antigua ficha de MicroBank, sería la entidad bancaria que recogería posteriormente todo el negocio bancario y financiero de "la Caixa", dentro del proceso de bancarización de la caja de ahorros. Una vez finalizada la operación, CaixaBank volvió a cotizar en bolsa, ya con su nuevo nombre, en la Bolsa de Madrid y la Bolsa de Barcelona simultáneamente.

### Nuevo MicroBank S.A.U.
Años más tarde, el nuevo grupo CaixaBank creó una nueva entidad para que pudiera continuar con la labor de ofrecer microcréditos. La nueva entidad, para minimizar el impacto comercial de la reforma, se denominó comercialmente de igual forma que su predecesor: MicroBank, y socialmente se denominó Nuevo Micro Bank, S.A.U.
Asimismo, ya que "la Caixa" había cedido todo su negocio a CaixaBank y por tanto no tenía actividad financiera, se cedió al nuevo MicroBank la gestión del Monte de Piedad de "la Caixa".